# Е (Јура)
Е (фр. Hays) насеље је и општина у источној Француској у региону Франш-Конте, у департману Јура која припада префектури Доле.
По подацима из 2011. године у општини је живело 291 становника, а густина насељености је износила 42,79 становника/km². Општина се простире на површини од 6,8 km². Налази се на средњој надморској висини од 215 метара (максималној 219 m, а минималној 197 m).

## Демографија
| 1962. | 1968. | 1975. | 1982. | 1990. | 1999. | 2011. |
| ----- | ----- | ----- | ----- | ----- | ----- | ----- |
| 281   | 293   | 238   | 254   | 241   | 270   | 291   |

График промене броја становника у току последњих година